# Scheidungsgrund: Liebe
Scheidungsgrund: Liebe ist ein deutscher Spielfilm aus dem Jahr 1960. Unter der Regie von Cyril Frankel spielten O. W. Fischer, Dany Robin und Violetta Ferrari die Hauptrollen. Das Drehbuch von Ladislas Fodor basiert auf dem Roman „Marylin“ von Ellinor Hartung. In der Bundesrepublik Deutschland kam der Film am 26. August 1960 erstmals in die Kinos.

## Handlung
Die schöne und reiche Marylin ist eine launische Dame, die von vielen Männern umschwärmt wird. Sobald ihr einer gefällt, heiratet sie ihn, und wenn sie ihn satt hat, lässt sie sich von ihm scheiden. Dies ist auch jetzt wieder der Fall. Neu ist allerdings, dass sie ihr letzter Gatte vor den Strafrichter gebracht hat. Er wirft ihr Körperverletzung vor. Staranwalt Dr. Thomas Werther übernimmt Marylins Verteidigung. Dem alten Hasen entgeht nicht, dass der Kerl nur darauf aus ist, Geld aus seiner Mandantin herauszupressen. Deshalb fällt es ihm auch nicht schwer, für sie einen Freispruch zu erreichen.
Während des Prozesses hat sich Marylin in ihren Anwalt verliebt. Deshalb versucht sie jetzt, ihn zu ihrem neuen Ehepartner zu machen. Dem aber geht sie mit ihrer aufdringlichen Art gehörig auf die Nerven. Kurzerhand macht er sich vom Acker, um ausgiebig seinem Hobby Angeln zu frönen. In Thomas’ Schlepptau befindet sich seine Pflegetochter Lorelei. Aber auch die hat Augen auf ihren Fürsorger geworfen. Daher kann sie nicht verstehen, dass sie am See in einem separaten Zelt übernachten muss. Tags darauf hält plötzlich Marylin mit ihrem sündhaft teuren Wagen vor Loreleis Zelt. Um die Kleine von der Bildfläche verschwinden zu lassen, schenkt sie ihr das Auto und noch einiges Geld dazu. Das wirkt!
Es dauert nicht lange, und Marylins Bemühungen werden von Erfolg gekrönt: sie und Thomas Werther heiraten. Der aber will ihr zeigen, wer von nun an im Haus das Sagen hat, und gibt sich alle Mühe, die Widerspenstige zu zähmen. Dabei geht er so weit, dass er seiner Frau den Hintern versohlt. Nun ist er es, der wegen Körperverletzung vor den Kadi gezerrt wird. Aber als ein mit allen Wassern gewaschener Anwalt fällt es ihm nicht schwer, sich aus der Affäre zu ziehen. Schließlich erreicht er sogar, dass seine Gattin unter Eid versichert, ihn immer noch zu lieben, und dass sie die Tracht Prügel verdient habe. Damit ist der Prozess beendet. Marylin weiß nun, dass Thomas sie nicht wegen ihres Reichtums geheiratet hat. Fortan führen die beiden eine glückliche Ehe.

## Ergänzungen
Die Aufnahmen entstanden in den Ateliers der CCC-Film. Die Bauten wurden von den Filmarchitekten Helmut Nentwig und Hans-Jürgen Kiebach entworfen. Vera Mügge war für die Kostüme zuständig.

## Kritiken
„Ein Starlustspiel, von O. W. Fischer selbstbewußt in die Bezirke der Schmunzelunterhaltung hinübergespielt.“

„O. W. Fischer, deutscher Leinwand-Seelenbohrer a. D., wirkt jetzt im heiteren Fach. Mit sehr handgreiflichen Mitteln betätigt er sich hier als Star-Anwalt und Damen-Dompteur an einer Champagner-Fabrikantin […]. Die Situationskomik des von dem Engländer Cyril Frankel beweglich inszenierten deutschen Lustspiels ist dergestalt, daß Fischer die in Grübchen -Mimik geübte Dany Robin auffordert, dem Hohen Gericht jene blauen Striemen auf ihrem verlängerten Rücken vorzuzeigen, die er ihr verabreichte. Ansonsten delektiert Fischer sich weit mehr als das Publikum an seinem "Helden"-erprobten schwyzerdütschen Nuscheln.“

## Quelle
- Programm zum Film: Das Neue Film-Programm, erschienen im gleichnamigen Verlag, Mannheim-Käfertal, ohne Nummernangabe